# Irena Rospondek
Irena Rospondek, primo voto Sokuł, secundo voto Amato (ur. 1940 w Krakowie) – polska koszykarka, występująca na pozycji niskiej skrzydłowej, reprezentantka Polski, medalistka mistrzostw Polski.

## Osiągnięcia
Na podstawie, o ile nie zaznaczono inaczej.
Drużynowe
- 3. miejsce w Pucharze Europy Mistrzyń Krajowych (1967/1968)
- Mistrzyni Polski (1959, 1967)[3]
- Wicemistrzyni Polski (1958, 1960, 1961, 1962, 1966, 1968)
- Brązowa medalistka mistrzostw Polski (1957, 1964, 1969)
- Finalistka Pucharu Polski (1965, 1969)
- Uczestniczka międzynarodowych rozgrywek Pucharu Europy Mistrzyń Krajowych (1959/1960 – Top 8, 1967/1968)

Reprezentacja
- Brązowa medalistka mistrzostw Europy (1968)[4]
- Uczestniczka mistrzostw:
  - świata (1959 – 5. miejsce)[5]
  - Europy (1960 – 4. miejsce, 1964 – 5. miejsce, 1966 – 8. miejsce, 1968)[6][7][8]
  - U–18 (1967 – 5. miejsce)[9]